# 有馬優美
有馬 優美（ありま ゆうみ、1997年9月9日 - ）は、日本女子水球選手である。日本代表。鹿児島県出身。鹿児島情報高等学校、東京女子体育大学卒業。東京女子体育大学卒業後は、OGチームである藤村に所属。2017年世界選手権では得点ランク7位、2019年世界選手権では同3位を記録した。